# Nucleus (neuroanatomie)
Een nucleus (meervoud: nuclei) of kern is binnen de neuroanatomie een cluster van neuronen in het centrale zenuwstelsel, veelal diep gelegen in de hersenhelften en hersenstam. De neuronen die in een kern voorkomen hebben over het algemeen gelijksoortige functies. Kernen zijn onderling verbonden door bundels van axonen (zenuwvezels) die zich uitstrekken vanuit de cellichamen. Een kern is een van de meest voorkomende vormen van neurale organisatie; zij onderscheidt zich van gelaagde structuren zoals de hersenschors. In anatomische doorsnedes komt een kern in vorm overeen met de grijze stof, vaak omgeven door witte stof. In de hersenen van gewervelden zijn honderden kernen te onderscheiden die sterk kunnen variëren in vorm en grootte.
De term "kern" wordt meestal in brede zin gebruikt om een afzonderlijke groep neuronen aan te duiden, zelfs als die over een uitgestrekt gebied zijn verspreid. De nucleus reticularis thalami bestaat bijvoorbeeld niet uit een afzonderlijke structuur, maar uit een dunne laag remmende neuronen die de thalamus omgeven.
De belangrijkste anatomische componenten van de hersenen zijn geordend als clusters van onderling verbonden kernen. Benoemenswaardig hieronder zijn de thalamus en hypothalamus, die elk uit tientallen onderscheidbare deelstructuren bestaan. Ook de medulla oblongata en de pons bevatten talloze kleine kernen met een grote verscheidenheid aan sensorische, motorische en regulerende functies.

## Voorbeelden
- Hersenstam: nucleus ruber (rode kern), nuclei vestibulares
- Cerebellum: nucleus dentatus, nucleus emboliformis, nucleus globosus, nucleus fastigii
- Basale ganglia: striatum (nucleus caudatus en putamen), globus pallidus, substantia nigra, nucleus subthalamicus
- Hersenzenuwkernen